# Cefemi
Cefemi so podskupina betalaktamskih antibiotikov, ki jih naprej delimo na cefalosporine in cefamicine.
Cefamicini imajo zelo podobno strukturo kot cefalosporini, imajo pa na mestu 7α dodatno metoksi-skupino. Včasih jih prištevajo enostavno med cefalosporine.